# Cartagena de Indias
Cartagena de Indias – miasto w północnej Kolumbii, nad Morzem Karaibskim. Jest stolicą departamentu Bolívar. Według spisu ludności z 30 czerwca 2018 roku miasto liczyło 876 885 mieszkańców, co czyniło je trzecim pod względem wielkości populacji miastem kraju.
W mieście rozwinął się przemysł rafineryjny, stoczniowy, chemiczny, włókienniczy, skórzany oraz spożywczy.

## Historia
Miasto zostało założone w 1532 roku przez Pedra de Heredię. Od 24 kwietnia 1534 siedziba rzymskokatolickiego biskupa (od 20 czerwca 1900 arcybiskupa).
W XVI stuleciu port ten posiadał bardzo skromne fortyfikacje, mimo swojego znaczenia: był jednym z portów w hiszpańskiej Ameryce, do którego zawijała flota hiszpańska wywożąca z kontynentu do metropolii złoto, srebro i wszelkie inne dobra materialne (hiszpańska flota skarbów). Dlatego nie sprawiło trudu Johnowi Hawkinsowi w latach 1568–1569 skłonienie mieszkańców Cartageny (podobnie jak Santa Marty) do handlu z jego flotą złożoną z 6 okrętów, mimo że łamało to hiszpański monopol: ostrzelanie słabo ufortyfikowanego miasta okazało się wystarczającym argumentem. W lutym 1586 roku miasto zostało zdobyte przez potężną flotę Drake’a. Mieszkańcy musieli słono się okupić, aby miasto nie zostało zrównane z ziemią. Angielskie ataki na hiszpańskie posiadłości w drugiej połowie XVI wieku sprawiły, że król Filip II zdecydował się na znaczną rozbudowę systemu fortów w swych amerykańskich posiadłościach. Odpowiedzialnymi za to uczynił: generała Juana de Tejadę oraz włoskiego inżyniera wojskowego Bautistę Antonellego. Tejada i Antonelli udali się w latach 1586–1587 do Ameryki aby zbadać stan fortyfikacji i opracować plan rozbudowy. Został on zatwierdzony przez króla w listopadzie 1588 roku. Ponieważ oczywiste było, że nie da się silnie ufortyfikować wszystkich portów i osiedli w hiszpańskiej Ameryce, wybrano 10 najważniejszych, leżących na trasie „złotej floty”, w tym Cartagenę.
Od 1602 roku zaczęto rozbudowę istniejącego od lat 60. XVI wieku fortu San Matias, strzegącego wejścia do portu. W 1603 roku po drugiej stronie kanału, którym wpływało się do portu, wzniesiono baterię Fort Santangel, aby zapewnić ogień krzyżowy (ukończono go w 1631 roku). Od 1614 roku rozpoczęło się otaczanie murami miasta. Do lat 40. wzniesiono porządne mury z bastionami choć miasto nadal nie miało twierdzy. W pierwszej połowie XVII wieku wznoszono kolejne forty w okolicy, nad zatoką i portem: Santa Cruz, San Juan de Manzanillo, San Luis de Bocachica i inne. Na północny wschód od miasta znajdowało się małe wzgórze San Lazaro, które w razie oblężenia mogło stać się wymarzonym miejscem dla wroga aby ostrzeliwać miasto z wysokości. Postanowiono zabezpieczyć ten punkt i w 1647 roku ruszyły tam prace nad fortem San Felipe de Barajas.
W latach 70. XVII wieku zagrożenie ze strony okrętów angielskich (m.in. zajęcie miasta Panama) skłoniło Hiszpanów do ulokowania w Cartagenie na stałe pewnych sił morskich.
W roku 1697 miasto zostało zajęte przez siły francuskie pod wodzą barona de Pointis wsparte przez korsarzy. Znacznie został wtedy zniszczony Fort Bocachica (odbudowany i wzmocniony w latach 1719–1725). Sukces Francuzów zaskoczył Hiszpanów i ukazał im konieczność dalszych prac fortyfikacyjnych w rejonie Cartageny. Nadzór nad nimi został powierzony inżynierowi nazwiskiem Juan de Herrera y Sotomayor. W latach 1714–1725 wniósł on nowy fort, San Jose, oprócz tego zbudowano trzy małe baterie na półwyspie Teirrabomba.
Rozbudowane i ulepszone fortyfikacje Cartageny i jej portu miały okazję zostać wypróbowane już w 1741 roku, gdy pod wodzą admirała Edwarda Vernona, dowodzącego flotą 180 jednostek w tym 36 okrętów wojennych miał miejsce atak Anglików na Cartagenę. Zaciekłemu oporowi Hiszpanów (wzmocnionych przybyciem 2300 żołnierzy z metropolii w latach 1739–1740) sprzyjały nie tylko potężne fortyfikacje, ale i gorączka zbierająca śmiertelne żniwo wśród szeregów przeciwnika. Po krótkim czasie Vernon odpłynął.
Mimo wspaniałego zwycięstwa Hiszpanie nie spoczęli na laurach i ulepszanie fortyfikacji trwało. W latach 50. XVIII stulecia rozbudowano fortyfikacje w rejonie Bocachica, powstały tam trzy nowe forty.

## Edukacja
Cartagena jest ośrodkiem akademickim. Działalność w mieście prowadzą dwa publiczne uniwersytety.
- Uniwersytet Kartageny – założony w roku 1774[4]. Wśród jego absolwentów znajduje się między innymi Rafael Núñez, były prezydent Kolumbii[5].
- Uniwersytecki Instytut Sztuk Pięknych i Nauki w Bolivar – założony w roku 1899[6].

## Turystyka
Miasto posiada dobrze zachowane stare miasto i wiele przykładów kolonialnej architektury hiszpańskiej. Port, fortece i zespół zabytkowy w Cartagenie wpisane zostały na listę światowego dziedzictwa UNESCO. Wśród najważniejszych zabytków znajdują się:
- Castillo San Felipe de Barajas – XVII wieczny fort na wzgórzu San Lazaro
- Pałac Inkwizycji – dawna siedziba hiszpańskiej inkwizycji działającej na terenach Wicekrólestwa Nowej Granady
- Klasztor świętego Dominika (Convento de Santo Domingo)
- Teatro Heredia – Teatr z początków XX wieku

Miasto jest również miejscem w którym odbywa się coroczny Międzynarodowy Festiwal Filmowy w Cartagena de Indias.

## Klimat
Według klasyfikacji klimatów Köppena Cartagena leży w klimacie sawann (Aw). Temperatury przez cały rok są bardzo wyrównane. Temperatury w ciągu dnia wahają się od 28,7 °C w listopadzie 31,5 °C w marcu. Opady deszczu występują głównie od kwietnia do listopada. Najbardziej deszczowe miesiące to wrzesień i październik liczące po 21 dni z opadami deszczu. Najniższe opady notuje się w styczniu i lutym kiedy występują średnio po 2 deszczowe dni. W październiku spada średnio 280 milimetrów deszczu natomiast w lutym 8 milimetrów.

## Urodzeni w Cartagena de Indias
- Wilmar Barrios, piłkarz[10]
- Amanda Coneo, siatkarka[11]

## Miasta partnerskie
Miasto Cartagena de Indias ma podpisane umowy międzynarodowe o współpracy z takimi miastami jak:
| - Angra do Heroísmo, Portugalia - Batumi, Gruzja - Campeche, Meksyk - Colonia del Sacramento, Urugwaj - Coral Gables, Stany Zjednoczone - Gwatemala (miasto), Gwatemala - Kadyks, Hiszpania | - Kartagena, Hiszpania - Magangué, Kolumbia - Manila, Filipiny - Miami, Stany Zjednoczone - Miniara, Liban - Riohacha, Kolumbia - San Cristóbal de La Laguna, Hiszpania | - San Juan, Portoryko - San Salvador, Salwador - Sewilla, Hiszpania - St. Augustine - Veracruz, Meksyk - Viña del Mar, Chile |